# Tõivere
Tõivere – wieś w Estonii, w prowincji Jõgeva, w gminie Pajusi.